# كين سميث (سائق سباق)
كين سميث (بالإنجليزية: Ken Smith)‏ هو سائق سباق نيوزيلندي، ولد في 11 أغسطس 1942.

## روابط خارجية
- كين سميث على موقع DriverDB.com (الإنجليزية)